# 年貢割付状
年貢割付状（ねんぐわりつけじょう）は、江戸時代の文書。江戸幕府や諸藩の代官などの領主権力が領有する村単位に年貢を割り付けた徴税令書で、村単位に出された。別名を免状（年貢免状）、年貢可納割付状、御取箇、年貢仕切手形、年貢割付、免相目録という。

## 記載内容・発行について
近世には領主権力の確立に伴い検地によって村落が把握され、村高に基づいた年貢徴収が行われた。
年貢は村単位で賦課されたため年貢割付状は村に対して宛てられ、徴収・納税事務は村役人が代行する（村請制）。ただし、年貢割付状は儀礼的な意味合いも強く、年貢徴収を知らせる令書は廻状により事前に通知される場合もある。
通常はまず村高・村名を記し、次に諸引を差し引いた免除高・控除高を記し、それに対する年貢高が記載された。さらにこれに小物成高や運上高、高掛物などの課役を合算して納入すべき米銭の高を記載し、末尾には年紀と担当代官名が記される。料紙は竪紙の継紙などが用いられ、百姓の所有する田畑の多さや所有形態によって長大な文書にもなる。年貢割付状は村役場文書として帳箱などに保管され管理される。
年貢が納入されると領主は領収書として年貢皆済目録を発行し、分納の場合には小切手が発行された。年貢割付状はおおむね秋頃から発行されるが気象や豊凶により変動し、皆済目録の発行も翌年以降に持ち越されることもあった。
なお、割付状は収穫量確定してから発行するものと、予想量を算出して発行し、後に調整するものの2種類があったとされる。
藩領における発行者名義は基本的に領域支配を担当する奉行や郡代、郡奉行などの名義であり、藩制や時期によって異なる。

## 研究史
年貢割付状は領主支配や農政史や村方の様子、書式による時代的変遷や発行時期から気象や作柄・凶作や自然災害の影響など近世社会の諸事情を窺える史料として活用されている。
また、山本英二は年貢割付状の書式から慶安御触書の成立時期を考察し、大藤修は村方における文書管理の在り方について論考し、荒井英次は書式の変遷から幕末維新期の社会的変化について論じている。

### 越後長岡藩の場合
譜代大名で家老の補佐役として奉行職が存在する越後長岡藩においては全所領において税率を検見役人や代官の意見を徴して確定した上で奉行の連署で発行された。承応2年（1653年）からは奉行や惣勘定衆の作成した割付状を家老数名が監査する方式をとったが、明暦2年（1656年）には奉行のみの連署に復した。